# 張為儀
張為儀（?—1745年），字可儀、存中、竟筠，浙江省杭州府海寧州（今浙江省海寧市鹽官鎮）人，清朝政治人物。雍正11年（1733年）進士出身，歷任庶吉士、翰林院編修、雲南學政，後在乾隆十年三月二十八日，張為儀擔任雲南學政期間，因病過世。

## 生平
雍正11年（1733年）：雍正十一年癸丑科殿試，獲得二甲第二十五名的成績，獲得「進士出身」的身分。同年五月二日，被朝廷列為庶吉士。
乾隆元年（1736年）四月十九日，身為庶吉士的張為儀被升為正七品翰林院編修。並在同年出任丙辰恩科順天鄉試的同考官。
乾隆二年（1737年）五月十一日，乾隆帝在乾清宮考試翰林、詹事等官，張為儀獲得了第三等的成績。
乾隆三年（1738年），張為儀以翰林院編修的身分，出任戊午科順天鄉試同考官。
乾隆八年（1743年）閏四月四日，乾隆帝在正大光明殿考試翰林詹事等官朕親加詳閱。按其文字優劣。分為四等。張為儀獲得第四等。並且在同年從一統志館的纂修官，被調到三禮館擔任纂修官。
乾隆九年（1744年）九月八日，身為翰林院編修的張為儀被任命為提督雲南學政。
乾隆十年（1745年）三月二十八日，雲南學政張為儀在行寓病故。